# فرهنگ عمید
فرهنگ فارسی عمید، معروف به فرهنگ عمید، یک فرهنگ لغت یک‌زبانهٔ فارسی به فارسی تألیف حسن عمید است که در دو جلد به چاپ رسیده‌است. این فرهنگ شامل واژه‌های فارسی، لغات عربی، اروپایی و ترکی به‌کاررفته در زبان فارسی است که به همراه اصطلاحات ادبی و علمی تألیف شده‌است. حسن عمید در سال ۱۳۳۲ واژه‌نامه‌ای را به نام فرهنگ نو تکمیل و منتشر نمود که جلد اول آن در سال ۱۳۰۸ خورشیدی به چاپ رسیده بود. اما فرهنگ فارسی عمید نخستین بار در سال ۱۳۳۵ در ۹۳۶ صفحه با قطع کوچک چاپ شد. بعد از گذشت ده سال، این فرهنگ، همراه با اصلاحات و افزودن واژه‌های بیشتر، در سال ۱۳۴۲ و در ۱۱۱۴ صفحه، با سرمایهٔ کتابخانهٔ ابن‌سینا دوباره به چاپ رسید.

## خصوصیات
از ویژگی‌های این واژه‌نامه می‌توان موارد زیر را نام برد:
- آمدن نشانه‌های آوایی واژگان (برای تلفظ درست واژگان) در میان کمانک برابر هر واژه؛
- زبانی که واژگان از آن آمده‌است و واژهٔ اروپایی وارد شده به زبان نیز به همان زبان آورده شده؛
- گونهٔ واژگان براساس دستور زبان اول فرهنگ بیان شده‌است؛
- آوا نگاری واژگان عربی بر اساس تلفظ اصلی واژه آورده شده و معنی واژگان به صورت روشن و به زبان ساده نگاشته شده؛
- در این فرهنگ تصویرهایی برای برخی از واژگان گنجانده شده‌است؛
- این فرهنگ تنها دربرگیرندهٔ شمار فراوانی از واژگانی است که در زبان فارسی به کار رفته‌اند و نام مکان‌ها و شهرها و نویسندگان، و هنرمندان در آن نوشته نشده‌است. (به جز نمونه‌های بسیار مشهور که برای دریافت برخی نوشته‌ها نیاز است. مانند: بهلول یا سلیمان)

## ویراست جدید
فرهنگ فارسی عمید سال ۱۳۸۹ به سرپرستی فرهاد قربان‌زاده، فرهنگ‌نویس و پژوهشگر فرهنگستان زبان و ادب فارسی، ویرایش و تألیف مجدد شد که جایزهٔ سیزدهمین دورهٔ کتاب فصل در بهار ۱۳۸۹ را نیز به خود اختصاص داد. در این ویرایش ۲۵ نفر از پژوهشگران با فرهاد قربان زاده همکاری داشتند که نام تمامی آن‌ها در ابتدای این ویراست از فرهنگ آمده‌است. این ویرایش با هماهنگی بازماندگان حسن عمید انجام گرفته‌است و قانون حقوق مؤلف در آن رعایت شده‌است. این کتاب به صورت دورنگ منتشر شده و تنها فرهنگ فارسی است که لوح فشردهٔ آن به رایگان در کنار آن عرضه می‌شود. در این ویراست واژه‌های جدید بسیاری به متن افزوده شده‌است.